# Arhitektura u 1678.
◄◄ | ◄ | 1675. | 1676. | 1677. | 1678.  | 1679. | 1680. | 1681. | ► | ►►
Arhitektura • Astronomija • Biologija • Glazba • Kazalište • Kemija • Kiparstvo • Knjige • Književnost • Kršćanstvo • Medicina • Politika • Pravo • Promet • Slikarstvo • Znanost
Arhitektura u 1678.

## Svijet

### Rođenja
- Maximilian Eugen Gosseau d'Henef, austrijski arhitekt († 1744.)

## Vanjske poveznice
|  | Zajednički poslužitelj ima još gradiva o temi Arhitektura u 1670-im |